# Suite: April 2020
Albums de Brad Mehldau
Finding Gabriel
(2019) Variations on a Melancholy Theme (en)
(2021)
Suite: April 2020 est un album en solo du pianiste de jazz américain Brad Mehldau, enregistré et publié en 2020 chez Nonesuch Records.

## À propos de l'album

### Contexte
Pendant la pandémie de Covid-19, Brad Mehldau, qui vit à New York et aux Pays-Bas d'où est originaire sa femme Fleurine (en), est chez lui à Amsterdam avec sa famille. En avril 2020, il écrit douze pièces basées sur son ressenti face à l'épidémie,. Bob Hurwitz, directeur émérite de Nonesuch Records, encourage le pianiste à composer une musique qui « réflète la profonde insécurité, les rituels rassurants et les belles surprises du moment ». Mehldau décrit l'album comme « un instantané musical de la situation dans laquelle nous nous sommes tous retrouvés ».

« Mon processus a été très intuitif et rapide. Je notais rapidement mes émotions, avec dès le départ l'idée de les porter à plus grande échelle. J'avais déjà certaines idées en tête, d'autres me sont venues spontanément. J'ai compris que l'ensemble formait un tout en constatant qu'on pouvait finalement ramener tous ces morceaux à une journée du mois d'avril, du réveil jusqu'au coucher, en passant par la découverte du dehors plongé dans l'arrêt des choses. »

— Brad Mehldau.
Chaque pièce décrit un moment, une émotion, une sensation particulière, invitant l'auditeur à raviver ses propres souvenirs. Ainsi, la troisième pièce Keeping Distance, dont le titre pourrait être traduit par Distanciation sociale, est décrite ainsi par Mehldau : « j'ai retracé l'expérience de deux personnes qui se distancient socialement, représentées par la main gauche et la main droite - comment elles sont anormalement éloignées l'une de l'autre, tout en restant liées d'une manière inexplicable et peut-être éclairante. Aussi difficile que le Covid-19 ait été pour beaucoup d'entre nous, il y a eu des moments de révélation en cours de route. Stopping, listening: hearing (S'arrêter, écouter : entendre) souligne également ce moment ». « Remembering Before All This (Se souvenir de l'avant) exprime par exemple une douleur aigre-douce qui m'a frappé plusieurs fois de façon inattendue, quand je repense à la façon dont les choses étaient il y a quelques mois seulement, et à combien cela semble si lointain maintenant ; Uncertainty (	Incertitude) touche le sentiment qui peut suivre juste après cela - la peur insondable d'un avenir inconnu ».
En plus de la Suite, Mehldau a enregistré trois chansons qui lui trottaient dans la tête pendant le confinement,. Les paroles de la chanson Don't Let It Bring You Down (Ne vous laissez pas abattre) de Neil Young résonnent particulièrement dans la situation. New York State of Mind de Billy Joel est une « lettre d'amour » à New York, ville dans laquelle Mehldau réside en partie, et de laquelle il a été coupé.

### Enregistrement
L'album est enregistré les 23 et 24 avril 2020 aux Power Sound Studios à Amsterdam. Tous les morceaux sont joués en piano solo par Mehldau. Contrairement à ses autres albums plus improvisés, les morceaux sont ici plutôt courts, ne dépassant pas 4 minutes.
Sur le dernier morceau, Look for the Silver Lining, « Mehldau termine volontairement sur l'accord de dominante, laissant le son — et la situation — en suspens ».

## Sortie et critique
Suite: April 2020 paraît le 12 juin 2020 en téléchargement et en vinyle 180 grammes en édition limitée à 1 000 exemplaires, vinyle dont les recettes sont versées au fonds d'urgence Covid-19 de la Jazz Foundation of America (en), qui vient en aide aux musiciens dont la situation parfois déjà précaire s'est aggravée à la suite des annulations de concerts,. Une version CD et vinyle standard parait le 18 septembre 2020.
La Suite « introspective, principalement en sourdine » (JazzTimes) est saluée par la critique. Thomas Fletcher écrit dans Jazz Journal : « comme toujours, le toucher élégant de Mehldau me plonge dans de profondes réflexions. Les titres des compositions sont très évocateurs… On se concentre sur ses pensées et ses souvenirs, reflétés dans la musique ». Pour Chris Pearson (The Times), « Brad Mehldau revient avec le premier album de jazz sur le Covid. Est-ce une bonne idée ? Alors que le monde revient progressivement à la normale, nous réalisons que si les pandémies précédentes ont été oubliées, c'est peut-être parce que ceux qui les ont vécues l'ont voulu ainsi. Cette Suite appartient-elle déjà au passé ? Peut-être pas ». Pour London Jazz News, la Suite est un « chef-d'œuvre absolu » : « c'est toujours fascinant d'entre Mehldau jouer. Ses compositions, qui reposent autant sur les structures de musique classique que sur la liberté du jazz, possèdent une réelle charge émotionnelle ».

## Liste des pistes
| No  | Titre                                               | Musique                      | Traduction                    | Durée |
| --- | --------------------------------------------------- | ---------------------------- | ----------------------------- | ----- |
| 1.  | Suite: April 2020: I. Waking Up                     | Brad Mehldau                 | Se réveiller                  | 1:14  |
| 2.  | Suite: April 2020: II. Stepping Outside             | Brad Mehldau                 | Mettre le pied dehors         | 2:18  |
| 3.  | Suite: April 2020: III. Keeping Distance            | Brad Mehldau                 | Rester à distance             | 2:52  |
| 4.  | Suite: April 2020: IV. Stopping, Listening: Hearing | Brad Mehldau                 | S'arrêter, écouter : entendre | 1:56  |
| 5.  | Suite: April 2020: V. Remembering Before All This   | Brad Mehldau                 | Se souvenir de l'avant        | 3:39  |
| 6.  | Suite: April 2020: VI. Uncertainty                  | Brad Mehldau                 | Incertitude                   | 1:51  |
| 7.  | Suite: April 2020: VII. The Day Moves By            | Brad Mehldau                 | Le jour passe                 | 1:57  |
| 8.  | Suite: April 2020: VIII. Yearning                   | Brad Mehldau                 | Désirer                       | 3:31  |
| 9.  | Suite: April 2020: IX. Waiting                      | Brad Mehldau                 | Attendre                      | 3:14  |
| 10. | Suite: April 2020: X. In the Kitchen                | Brad Mehldau                 | Dans la cuisine               | 2:57  |
| 11. | Suite: April 2020: XI. Family Harmony               | Brad Mehldau                 | Harmonie familiale            | 2:54  |
| 12. | Suite: April 2020: XII. Lullaby                     | Brad Mehldau                 | Berceuse                      | 3:13  |
| 13. | Don't Let It Bring You Down                         | Neil Young                   |                               | 2:06  |
| 14. | New York State of Mind                              | Billy Joel                   |                               | 3:06  |
| 15. | Look for the Silver Lining                          | Jerome Kern et Buddy DeSylva |                               | 3:31  |

## Personnel
- Brad Mehldau : piano